# Епархия Якимы
Епархия Якимы (лат. Dioecesis Yakimensis) — епархия Римско-Католической церкви с центром в городе Якима, штат Вашингтон, США. Епархия Якимы входит в митрополию Сиэтла. Кафедральным собором епархии Якимы является Собор Святого Павла.

## История
23 июня 1951 года Римский папа Пий XII издал буллу Divina Providentia, которой учредил епархию Якимы, выделив её из епархии Сиэтла и епархии Спокана.

## Ординарии епархии
- епископ Джозеф Патрик Догерти[англ.] (09.07.1951 — 05.02.1969) — назначен архиепископом-коадъютором Лос-Анджелеса
- епископ Корнелиус Майкл Пауэр[англ.] (05.02.1969 — 15.01.1974) — назначен архиепископом Портленда
- епископ Николас Юджин Уолш[англ.] (05.09.1974 — 10.08.1976) — назначен архиепископом-коадъютором Сиэтла
- епископ Уильям Стивен Скайлстад[англ.] (16.02.1977 — 17.04.1990) — назначен епископом Спокана
- епископ Фрэнсис Юджин Джордж (10.07.1990 — 30.04.1996) — назначен архиепископом Портленда, позднее архиепископом Чикаго, кардинал с 1998
- епископ Карлос Артур Севилья[англ.], S.J. (31.12.1996 — 12.04.2011)
- епископ Джозеф Джуд Тайсон[англ.] (с 12.04.2011)

## Источник
- Annuario Pontificio, Libreria Editrice Vaticana, Città del Vaticano, 2003, ISBN 88-209-7422-3
- Булла Divina Providentia, AAS 43 (1951), стр. 716  (лат.)